# Angraecum potamophilum
Angraecum potamophilum är en orkidéart som beskrevs av Rudolf Schlechter. Angraecum potamophilum ingår i släktet Angraecum och familjen orkidéer. Inga underarter finns listade i Catalogue of Life.